# Moimacco
Moimacco is een gemeente in de Italiaanse provincie Udine (regio Friuli-Venezia Giulia) en telt 1606 inwoners (31-12-2004). De oppervlakte bedraagt 11,8 km², de bevolkingsdichtheid is 142 inwoners per km².
De volgende frazioni maken deel uit van de gemeente: Bottenicco.

## Demografie
Moimacco telt ongeveer 616 huishoudens. Het aantal inwoners steeg in de periode 1991-2001 met 10,6% volgens cijfers uit de tienjaarlijkse volkstellingen van ISTAT.
| Jaar | Inwoneraantal |
| ---- | ------------- |
| 1991 | 1408          |
| 2001 | 1557          |

## Geografie
De gemeente ligt op ongeveer 121 m boven zeeniveau.
Moimacco grenst aan de volgende gemeenten: Cividale del Friuli, Faedis, Premariacco, Remanzacco, Torreano.